# ECW Barely Legal
Pour les articles homonymes, voir Barely Legal (homonymie).
Barely Legal était la toute première manifestation télédiffusée de catch visible uniquement en paiement à la séance produite par la Extreme Championship Wrestling et s'est déroulée le 13 avril 1997 au ECW Arena de Philadelphie en Pennsylvanie

## Résultats
| #    | Résultats | Stipulations                                            | Durée |
| ---- | --- | ------------------------------------------------------- | ----- |
| Dark | Louie Spicolli def Balls Mahoney. | Match simple                                            | n/a   |
| Dark | J.T. Smith & Chris Chetti def The FBI (Little Guido & Tommy Rich).                                                                   | Tag team match                                          | n/a   |
| 1    | The Eliminators (John Kronus et Perry Saturn) def The Dudley Boyz (Buh Buh Ray et D-Von) (c) (avec Joel Gertner et Sign Guy Dudley). | Tag team match pour les ECW Tag Team Championship       | 06:11 |
| 2    | Rob Van Dam def Lance Storm. | Match simple                                            | 10:10 |
| 3    | The Great Sasuke, Gran Hamada, et Masato Yakushiji def bWo Japan (TAKA Michinoku, Terry Boy, et Dick Togo).                          | Tag team match                                          | 16:55 |
| 4    | Shane Douglas (c) (avec Francine) def Pitbull #2.                                                                                    | Match simple pour le ECW World Television Championship  | 20:43 |
| 5    | Taz (avec Bill Alfonso) def Sabu. | Match simple                                            | 17:49 |
| 6    | Terry Funk def The Sandman et Stevie Richards (avec The Blue Meanie, Hollywood Nova, Thomas Rodman et 7-11).                         | Three-Way Dance                                         | 19:10 |
| 7    | Terry Funk def Raven (c). | Match simple pour le ECW World Heavyweight Championship | 07:20 |